# Pierre-Joseph Locufier
Pierre-Joseph Locufier est un prestidigitateur et ventriloque français, né à Roubaix en 1765 et décédé à Strasbourg en 1830. 
Sous le pseudonyme d'« Olivier », il présentait ses spectacles en France, en Belgique et en Allemagne accompagné d'une troupe de sauteurs et danseurs de corde. Il a présenté une séance de magie devant Napoléon Ier en 1808.